# Dietrich VII./IX. (Kleve)
Dietrich VII./IX. (* wohl 1291; † 7. Juli 1347) war von 1310 bis 1347 Graf von Kleve. Während er in der älteren Forschung als Dietrich IX. (gelegentlich auch als Dietrich VIII.) bezeichnet wird, wird er in der jüngeren, auf Kraus basierenden Forschung, als Dietrich VII. gezählt.

## Leben
Dietrich wurde wohl 1291 als ältestes Kind der zweiten Ehe des Grafen Dietrich VI./VIII. von Kleve mit Margareta von Neu-Kyburg geboren. 1297 mit Margarethe von Geldern, der Tochter Graf Rainalds I. von Geldern verlobt, heirateten beide 1305/08. Nach dem Tod seines älteren Halbbruders Otto von Kleve 1310 gelang es Dietrich mit großer Mühe, sich gegen eine Koalition aus Ottos Witwe Mechthild von Virneburg, ihrem Großonkel, dem Kölner Erzbischof Heinrich II. von Virneburg und Graf Engelbert II. von der Mark als Graf von Kleve durchzusetzen.
1318 einigte er sich mit seinem jüngeren Bruder Johann über die Erbfolge; er trat ihm das Land Linn ab und sicherte ihm die Nachfolge in der Grafschaft Kleve für den Fall zu, dass er selbst keine Söhne haben würde. 1333 plante Dietrich zwar zeitweise, die Grafschaft nach seinem Tod unter seinen drei Töchtern aufzuteilen; letzten Endes fiel Kleve aber doch an seinen Bruder. Dietrich trieb die Binnenkolonisation seines Territoriums voran, vor allem in den Räumen Dinslaken, Ringenberg und Bislich sowie zwischen Uedem, Sonsbeck und Xanten, und erhob Uedem und Sonsbeck zu Städten. 1334 gründete er ein Marienstift auf der Burg Monterberg bei Kalkar, das er aber schon 1341 in die Stadt Kleve verlegte. Dietrich wurde im Chor dieser noch im Bau befindlichen Klever Stiftskirche begraben.
Dietrich war zweimal verheiratet. Seine erste Heirat war am 7. Mai 1308 mit Margarethe von Geldern († 1333), der Tochter von Rainald I. von Geldern.
Seine zweite Frau wurde 1340 Maria von Jülich († 1353). Sie war Tochter von Gerhard V. von Jülich.
Die Tochter Margarete heiratete 1332 den Grafen Adolf II. von der Mark († 1347).
Seine Tochter Elisabeth heiratete zunächst Gerard van Voorne († 1337), danach den Junker Otto II. von Hessen, der als Otto der Schütz zur Sagengestalt wurde. Die Ehe blieb kinderlos. Es wird auch eine Tochter Maria erwähnt, über die nichts weiter bekannt ist.